# Ernesto Deira
Ernesto Deira (Buenos Aires, 26 de julio de 1928 - París, 1 de julio de 1986)fue un artista plástico argentino cuya obras se caracterizan por el uso de la materia de con crudeza y dramatismo. Integró junto a Luis Felipe Noé, Rómulo Macció y Jorge de la Vega el grupo Nueva Figuración o Neofiguración.

## Trayectoria
Se graduó de abogado en 1950, en la Universidad de Buenos Aires.
En 1954 inicia estudios de pintura con Leopoldo Torres Agüero que continuó en 1956 con Leopoldo Presas.
En 1958 realiza su primera muestra individual en la galería Rubbers de Buenos Aires.
En 1961 organiza junto con Jorge de la Vega, Rómulo Macció y Felipe Noé la muestra "Otra Figuración" en la galería Peuser de Buenos Aires. La muestra fue emblemática de una actitud que dominó la década: se destacó por negar tanto la abstracción como las formas tradicionales de representación y reintroducir la imagen del hombre en la pintura. A partir de esta muestra se conformaron como agrupación neofigurativa. 
En los años 1962 y 1963 el grupo así formado, bautizado "Otra Figuración" o "Nueva Figuración" realiza diversas muestras (Museo Nacional de Bellas Artes de Buenos Aires, Montevideo, Río de Janeiro). La intención de los artistas de reintroducir la imagen del hombre en la pintura se realizó a través del collage, las chorreaduras y el énfasis en la expresión. 
En 1965 el grupo se separa definitivamente.

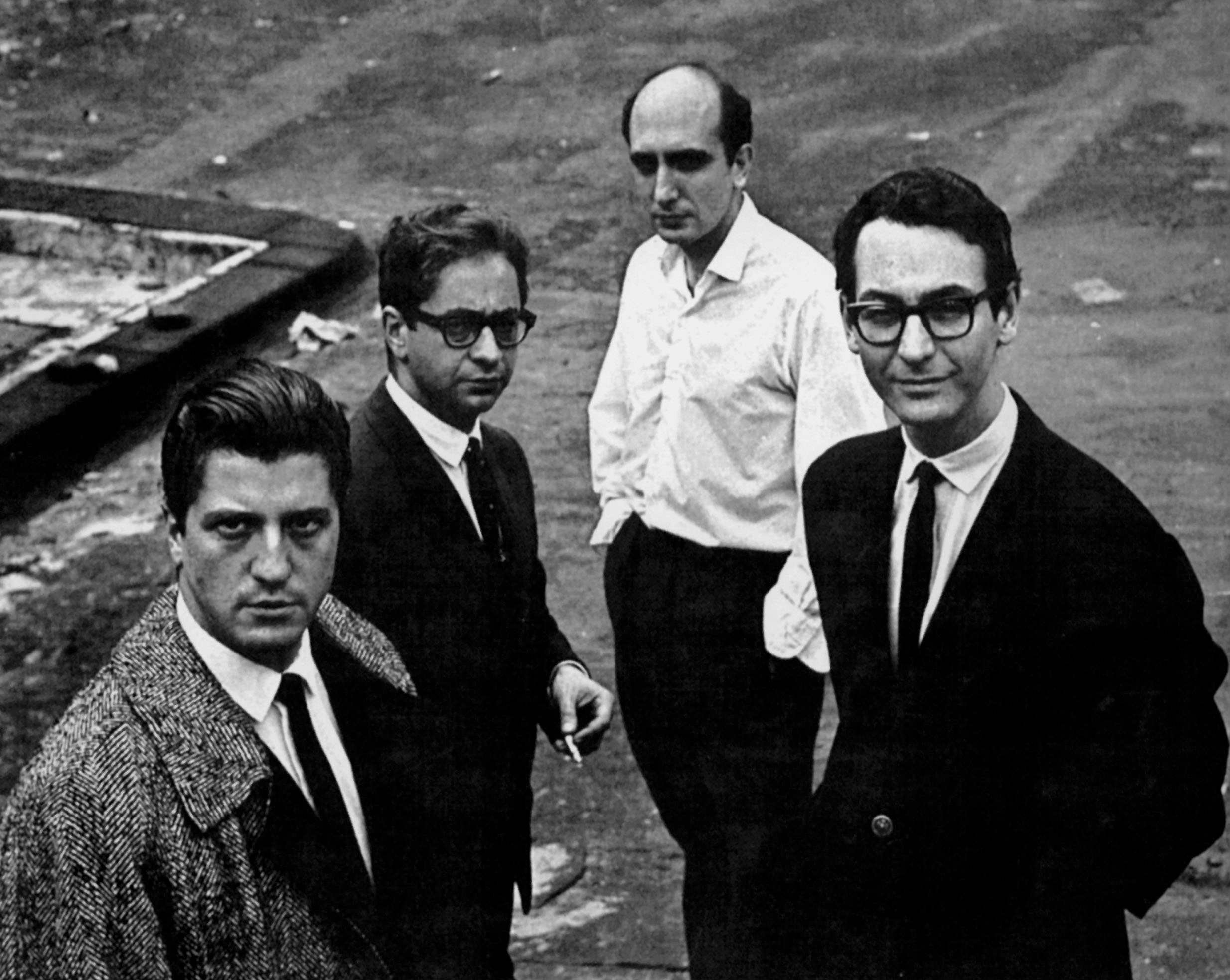
El grupo Nueva Figuración en Buenos Aires, fotografiado por Sameer Makarius en 1963. De izquierda a derecha: Rómulo Macció, Ernesto Deira, Luis Felipe Noé y Jorge de la Vega. 1963.

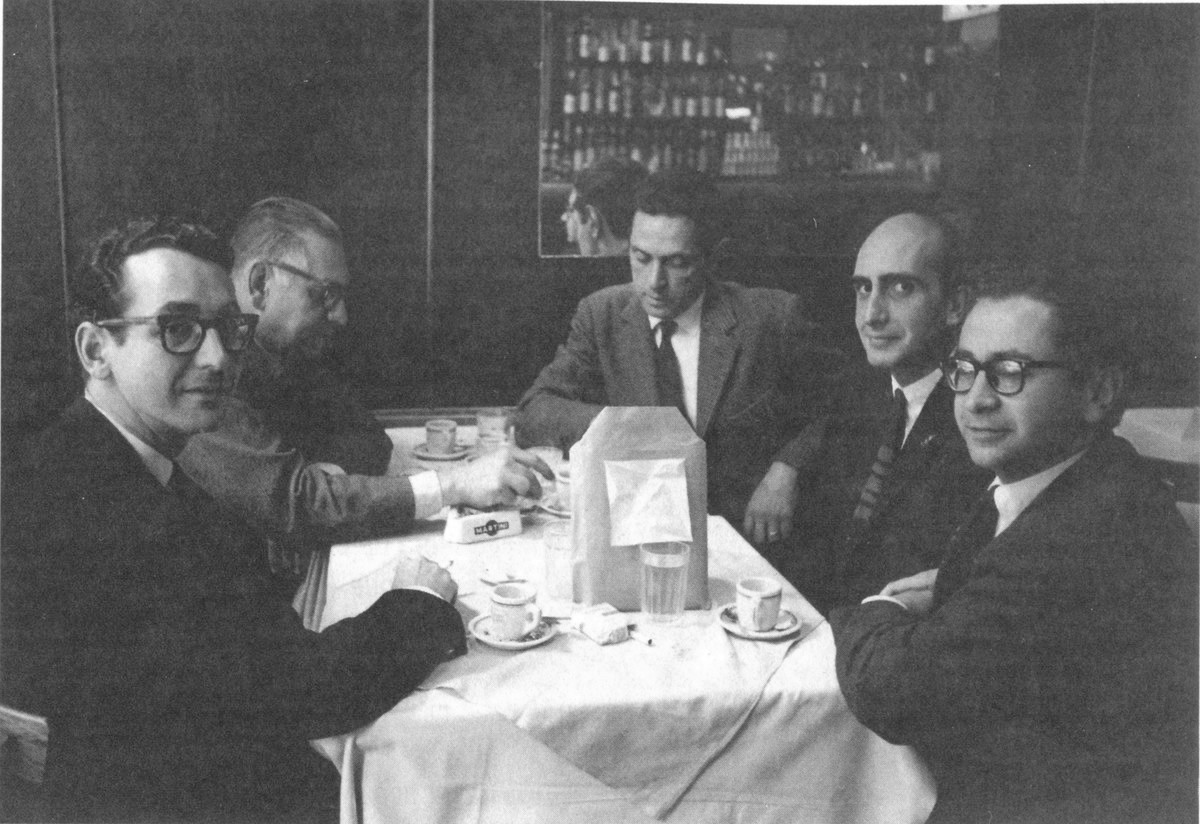
Luis Felipe Noé, Jorge de la Vega, Luis Seoane, Hugo Parpagnoli y Ernesto Deira, en el Bar Moderno, en 1962.

En 1964 participa, invitado por L. Alloway en el IV Guggenheim International Award. Participa en muestras colectivas en América y Europa.
Realiza muestras individuales en Buenos Aires durante 1965. En particular, presenta por primera vez sus "9 variaciones sobre un bastidor bien tensado", obra en la que se combinan ad libitum 9 bastidores de 195x130 cm cada uno.
En 1966 es profesor invitado en la Universidad Cornell, EUA. Allí realiza con sus alumnos una obra colectiva y aleatoria de 8x4 m. Obtiene una beca Fulbright. En la III Bienal de Córdoba obtiene el segundo premio.
Se hace acreedor al Premio Palanza en 1967. Al año siguiente expone los "Rollos desenrollados" en la Galería "El Taller" de Buenos Aires. Durante el año 1967 realiza exposiciones individuales en el Museo de Bellas Artes de Caracas y en Buenos Aires, Córdoba, Paraná y Santa Fe.
En 1971 expone la serie "Identificaciones" en Buenos Aires. La muestra viaja a Santiago de Chile en 1972. Tras el derrocamiento de Salvador Allende el 11 de septiembre de 1973, se le hace saber a Deira que las obras fueron destruidas por el régimen de Augusto Pinochet. El artista fallece con ésta convicción. Sin embargo, en 2004, Felipe Noé tiene noticias de que las obras se encuentran conservadas en Chile.
 https://www.bellasartes.gob.ar/exhibiciones/ernesto-deira/

## Estilo
Deira pintó gran parte de su obra dentro de la neofiguración. Con el correr del tiempo, sus obras se hicieron más intensas y provocadoras, siempre teniendo a la figura humana en el centro de su producción. En la pintura, Deira vuelca cierta violencia que emana ya sea de la figura misma o del modo en que fue pintada.

Fue un creador muy atento al contexto de los tiempos en que le tocó vivir. Sus trabajos sobre la guerra de Vietnam (pinturas de 1966); otros revelando el costado sombrío y descarnado de los hombres versus los hombres (como en las obras de esta serie, Identificaciones, expuesta por primera vez en la galería Carmen Waugh en 1971, e Imágenes de la Pasión, en la misma galería en 1976) dan cuenta de un compromiso político reflexivo, no simplista ni panfletario.